# Goce Sedloski
Goce Sedloski född 10 april 1974 i Golemo Konjari, Jugoslavien (nuvarande Nordmakedonien), är en makedonsk före detta fotbollsspelare. Han debuterade för makedonska landslaget 1996. 
Sedloski spelade sammanlagt 100 landskamper för Makedonien på vilka han gjorde 8 mål. Det mest uppmärksammade målet var mot Estland i EM-kvalet 2008 då han blev kvalets förste målgörare. Målet var matchens enda och Makedonien vann med 1–0.

## Landslag
- Makedonien 1996–2010